# Chris Baird
Christopher Patrick (Chris) Baird (Ballymoney, 25 februari 1982) is een Noord-Iers voetballer die als defensieve middenvelder en als vleugelverdediger kan spelen. Hij tekende in 2015 een contract tot medio 2017 bij Derby County, dat hem transfervrij overnam van West Bromwich Albion. In zijn verbintenis werd een optie voor nog een seizoen opgenomen. Baird was van 2003 tot en met 2016 international in het Noord-Iers voetbalelftal, waarvoor hij 79 interlands speelde.

## Clubcarrière
Baird debuteerde in 2001 voor Southampton, de club waar hij zijn jeugdopleiding genoot. Die club leende hem uit aan Walsall en Watford. In juli 2007 trok de Noord-Ier naar Fulham. In september 2013 tekende hij bij Reading. In januari 2014 trok hij naar Burnley. Op 7 juli 2014 tekende Baird een eenjarig contract bij West Bromwich Albion. Op 16 augustus 2014 debuteerde hij voor The Baggies in de Premier League op de openingsspeeldag van het seizoen 2014/15 tegen Sunderland.
Baird tekende in juni 2015 een contract van juli 2015 tot medio 2017 bij Derby County, de nummer acht in de Championship het voorgaande seizoen. In zijn verbintenis werd een optie voor nog een seizoen opgenomen. Gedurende het seizoen 2015/16 speelde Baird veertien competitieduels voor Derby County, waarnaast hij ook in de tweede seizoenshelft werd verhuurd aan Fulham.

## Interlandcarrière
Baird maakte op 3 juni 2003 zijn debuut in het Noord-Iers voetbalelftal, in een oefeninterland tegen Italië. Hij speelde de volledige wedstrijd. Italië won met 2–0 na doelpunten van Bernardo Corradi en Marco Delvecchio. Baird fungeerde in 2007 enkele interlands als aanvoerder van Noord-Ierland. Hij werd in mei 2016 opgenomen in de selectie van Noord-Ierland voor het Europees kampioenschap voetbal 2016 in Frankrijk, de eerste deelname van het land aan een EK. Noord-Ierland werd in de achtste finale uitgeschakeld door Wales (0–1), dat won door een eigen doelpunt van de Noord-Ierse verdediger Gareth McAuley. Baird stopte in augustus 2016 als international.